# Ozonhål

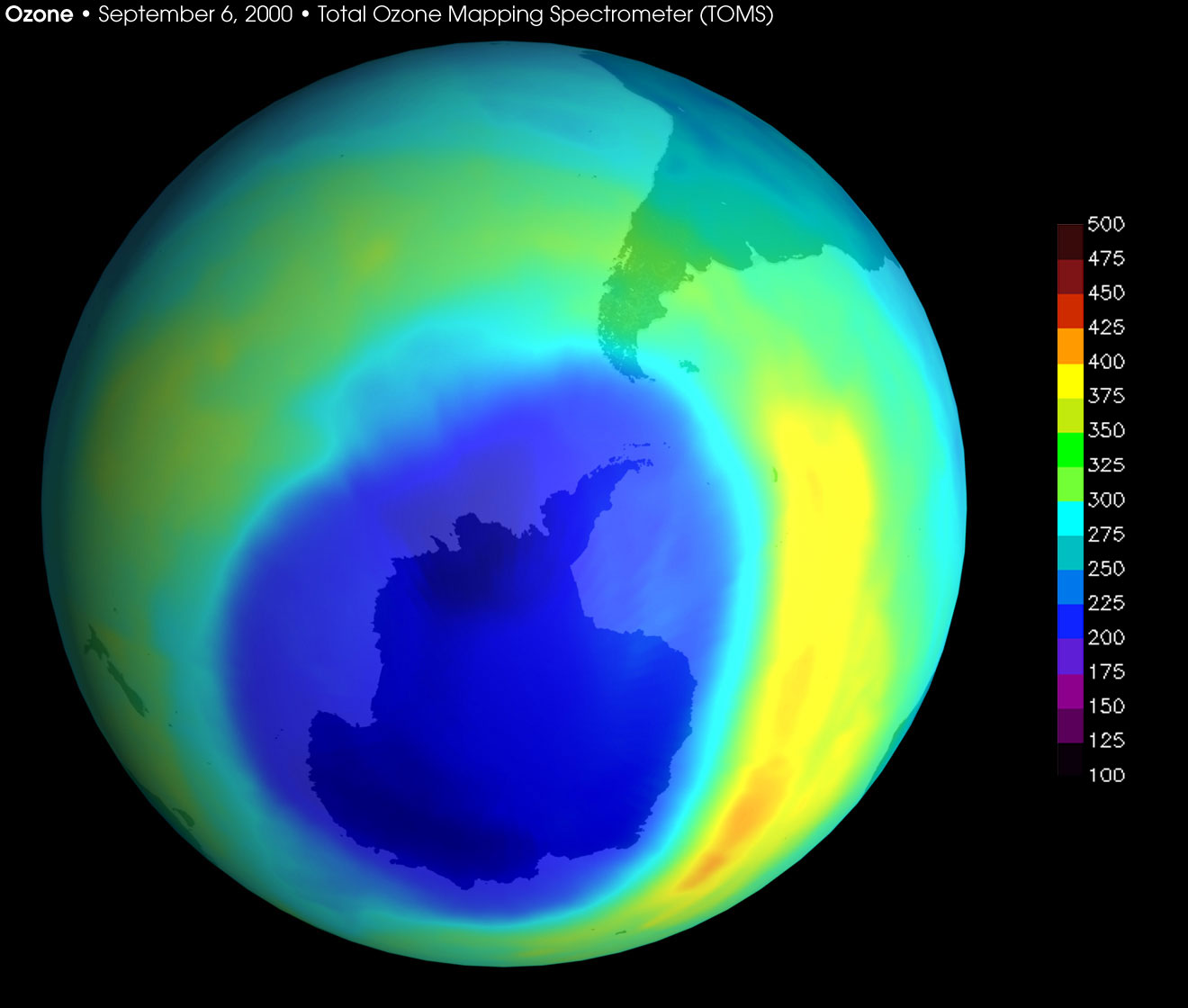
Ozonhålet över Antarktis i september 2000, det största som någonsin registrerats.
Bild: NASA. (PD)

Ett ozonhål är ett underskott av gasen ozon som uppstår i ozonlagret i jordens atmosfär. Hålet, som egentligen är en förtunning av ozonskiktet, uppträder säsongsvis över polartrakterna, främst Antarktis, då mängden ozon där reduceras kraftigt till följd av den höga halten klor som i sin tur orsakas av utsläpp av freoner (CFC). Konsekvensen är att det mesta av den farliga ultravioletta strålning (270–315 nm) som ozonskiktet brukar stoppa i atmosfären når ned i biosfären, där den förhöjda halten kan orsaka bland annat hudcancer, reduktion av planktonpopulationen i haven och skador på växter.
Reduktionen av mängden ozon i atmosfären har sedan 1980-talet ökat. Inte bara den säsongsbundna minskningen över Antarktis som ozonhålen är associerade med, utan även en betydligt långsammare global minskning med omkring 3 procent per år som även drabbar områden mellan polarregionerna.
1994 utsåg FN:s generalförsamling den 16 september till "Världsozonhålsdagen" för att högtidlighålla undertecknandet av Montrealprotokollet 1987.

## Antarktis
Ozonhålet över Antarktis är ett område i stratosfären där ozonnivåerna fallit ned till motsvarande 33 procent av nivåerna före 1975. Ozonhålet är som störst under våren i Antarktis (från september till början december) då starka västliga vindar börjar cirkulera runt kontinenten. Innanför denna "polarvirvel" förstörs mer än 50 procent av ozonet i nedre delen av stratosfären.
De klorföreningar som av vindarna förts till Antarktis löses upp av den ultravioletta strålningen vilket gör att kloratomer frigörs. Dessa börjar katalysera (skynda på) ozonreduktionen. Katalysen påskyndas ytterligare av de ismoln eller pärlemormoln (PSC) som bildas vintertid över Antarktis då bristen på solljus och den inneslutande "polarvirveln" gör att temperaturen kan sjunka ned till -80°C. Molnpartiklarna består av antingen salpetersyra (PSC typ I) eller av is (PSC typ II) och utgör grund för den kemiska reaktion som orsakar nedbrytningen av ozonet.
De fotokemiska processerna som orsakar reduktionen är komplicerade men noggrant studerade. Vanligtvis finns det mesta av kloret i stabila "reservoarer" i form av väteklorid (HCl) och klornitrat (ClONO2). Under vintern och våren gör reaktioner på ytan av ismolnen att dessa "reservoarer" omvandlas till reaktionsbenägna fria radikaler (Cl och ClO). I molnen kan också nitrat konverteras till salpetersyra, vilket förhindrar den kloroxid som bildats från att övergå till klornitrat igen.
Att förtunningen är som störst under våren beror på solljusets aktiva roll i processen och bristen på solljus under de mörka vintrarna. Ismolnen förekommer visserligen mest under vintern med då råder kompakt mörker i Antarktis och det är alltså först på våren då solljuset smälter molnen som den fotokemiska reaktionen kommer igång. När sommaren anländer i mitten av december bryter den stigande temperaturen upp polarvirveln som omger Antarktis och den varma luft som sedan strömmar in över kontinenten förstör ismolnen. Förtunningsprocessen hävs därmed och ozonhålet börjar läkas. Till skillnad från den långsamma, globala ozonminskningen sker den största förtunningen i Antarktis i den lägre delen av stratosfären. 
Det antarktiska ozonhålet inverkan på den globala minskningen är relativt liten, uppskattningsvis omkring fyra procent per decennium. Ozonhålet har dock fått stor uppmärksamhet eftersom utvecklingen förutsetts redan i början av 1980-talet, men de larmrapporter som då kom avfärdades som mätfel. Därför oroar sig många för att utvecklingen ska göra att ozonhål uppträder även över andra, mer tätbefolkade delar av jorden. Förutom en tydlig minskning av ozonet över Arktis under våren där har något liknande inte upptäckts närmare ekvatorn. När ozonhålet över Antarktis löses upp har dock en minskning av ozonhalten på omkring tio procent rapporterats en månad senare i Nya Zeeland. Om utvecklingen får fortsätta kan ozonhalten dock börja minska i betydligt snabbare takt vilket kan leda till att stratosfären kyls ned.

## Framtiden för ozonskiktet
Sedan undertecknandet av montrealprotokollet 1987 har utsläppet av CFC minskat. Trots detta kommer det ta lång tid innan ozonskiktet återhämtar sig. I januari 2007 rapporterade NASA att de under 2006 uppmätt de lägsta nivåerna av stratosfäriskt ozon sen de började med kontinuerliga mätningar. Enligt en forskarrapport av P.A. Newman m.fl. kommer inte en förbättring att märkas förrän 2024 och ozonskiktet kommer inte att återgå till 1980 års nivå förrän 2068. 
Det finns också en koppling till den globala uppvärmningen, som trots att den gör jorden varmare, kyler av stratosfären där det mesta ozonet finns. Detta leder till att ozonskiktet förtunnas ytterligare. Denna effekt observerades under vintern 1999/2000. Hur ozonskiktet beror på stratosfärens temperatur är ännu inte helt klarlagt.
I april 2011 meddelade FN-organet World Meteorological Organization (WMO) att ozonlagret över Arktis var rekordtunt. Orsaken var ett ökat antal ämnen i atmosfären som bryter ned ozon och en väldigt kall vinter i stratosfären. Det fanns dock ingen anledning till oro ens i nordliga länder som Sverige.